# 朱古达
朱古达（约前160年—前104年），是一个努米底亚的国王，他的祖父是在第二次布匿战争中的罗马的盟友马西尼萨。公元前113年，朱古达在王位继承战中击败对手。公元前111年，罗马元老院向朱古达国王宣战，史称“朱古达战争”。前106年，马略和部将苏拉开始负责对朱古达的战事。公元前105年，马略击败朱古达，朱古达逃到毛里塔尼亚（今阿爾及利亞和摩洛哥北部）后被国王波库斯所俘，交付罗马，並於前104年判處死刑。